# Mecaphesa edita
Mecaphesa edita là một loài nhện trong họ Thomisidae.
Loài này thuộc chi Mecaphesa. Mecaphesa edita được miêu tả năm 1970 bởi Suman.